# José Eustaquio Fernández
José Eustaquio Fernández (1780 - 1843) fue un sacerdote y político tamaulipeco. Nació en Tula (Tamaulipas) en 1780. Estudió en el Seminario de Monterrey. Obtuvo su grado de doctor en teología en el Colegio de San Ildefonso. Catedrático en el Colegio de San Ildefonso y en el Seminario de Monterrey. Vocal en la Diputación de las Provincias Internas de Oriente en 1820. Diputado constituyente de la Primera Legislatura del Estado Libre de las Tamaulipas en 1824. Diputado al Congreso General en 1825. Diputado en el Congreso Constituyente en 1842. Promotor de la Villa de Aguayo como capital del Estado de Tamaulipas. Falleció en abril de 1843.